# 巴利米納
巴利米納（英語：Ballymena）是位於英國北愛爾蘭安特里姆郡的一個鎮，也是北愛爾蘭第八大鎮。巴利米納被認為是北愛爾蘭聖經地帶的中心城市，擁有很大的新教人口社群。